# Vought A-7
Die Ling-Temco-Vought A-7 Corsair II war ein einstrahliges Kampfflugzeug des US-amerikanischen Herstellers Ling-Temco-Vought, das auf der F-8 Crusader basierte. Die A-7 war bei der US Navy und US Air Force im Dienst. Später wurde sie von der Air National Guard bis 1998 eingesetzt. Den Flugzeugtyp übernahmen auch Portugal (Einsatz bis 1999), Thailand (bis 2007) und Griechenland (Einsatz bis 2014). In Griechenland waren A-7 noch bei der 336. Staffel des 116. Kampfgeschwaders in Araxos im Einsatz. Die letzten A-7 wurden im Oktober 2014 außer Dienst gestellt.

## Entwicklung
Im Mai 1963 begann eine Ausschreibung der US Navy für ein trägergestütztes leichtes Angriffsflugzeug als Ersatz für die Douglas A-4. Um Kosten zu sparen, wurde festgelegt, dass der neue Typ auf bestehenden zu basieren habe. Vought, Douglas Aircraft Company, Grumman und North American Aviation reichten Vorschläge ein. Am 11. Februar 1964 ging Vought als Sieger aus dem Wettbewerb hervor und erhielt am 19. März des Jahres den Auftrag zur Fertigung einer Vorserie. Das Flugzeug wurde A-7 genannt und erhielt 1965 den Beinamen Corsair II, in Anlehnung an die erfolgreiche Corsair aus dem Zweiten Weltkrieg. Bis 1984 wurden 1569 Exemplare gebaut. Am 27. September 1965 absolvierte der erste Prototyp (YA-7A) seinen Erstflug.

## Konstruktion
Die Corsair II erinnert stark an die F-8 Crusader, von der sie ihr etwas breiterer, aber kürzerer Rumpf und die etwas vergrößerte Spannweite unterscheiden. Außerdem wurde bei der A-7 auf die Fähigkeit verzichtet, während des Flugs den Einstellwinkel der Tragflächen verändern zu können.
Da keine Überschallgeschwindigkeit gefordert war, erhielt die Maschine in den ersten Ausführungen ein Pratt & Whitney TF30-Triebwerk ohne Nachbrenner. Spätere Versionen, A-7D und E, erhielten statt des TF30 ein Allison TF41, eine Lizenzproduktion des Rolls-Royce Spey 201, das höheren Schub bei geringerem Treibstoffverbrauch lieferte.
Die fest eingebaute Bewaffnung besteht aus zwei 20-mm-Maschinenkanonen Colt Mk 12 mit je 250 Schuss. Theoretisch konnte sie an Flügelstationen noch bis zu 6800 kg Last tragen, aber nur bei verringertem Treibstoffvorrat, da sonst die Gesamtabflugmasse überschritten wurde. Bei den Versionen D und E wurden die beiden 20-mm-Kanonen durch eine M61-Vulcan-Gatlingkanone ersetzt.
Als zweisitzige Trainerversionen wurden die TA-7C für die Navy und die A-7K für die Air National Guard produziert.

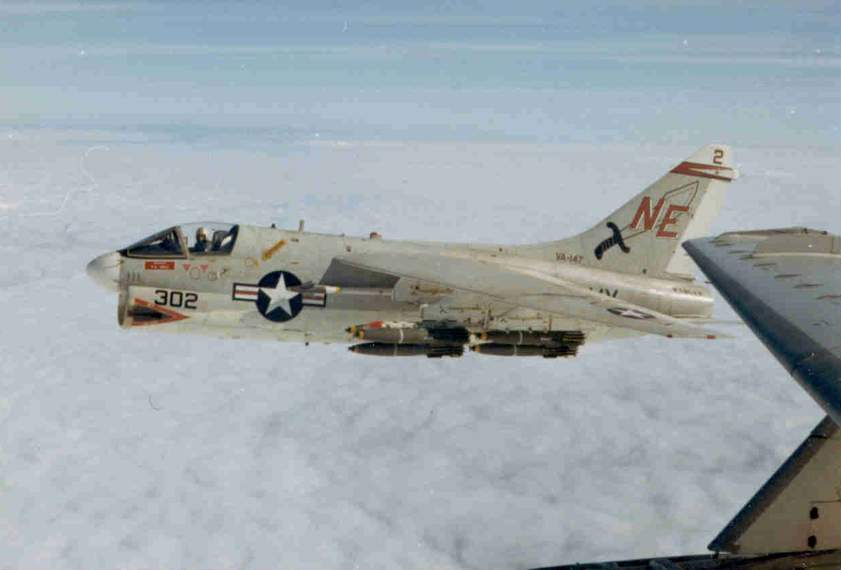
A-7A der Staffel VA-147 über Vietnam
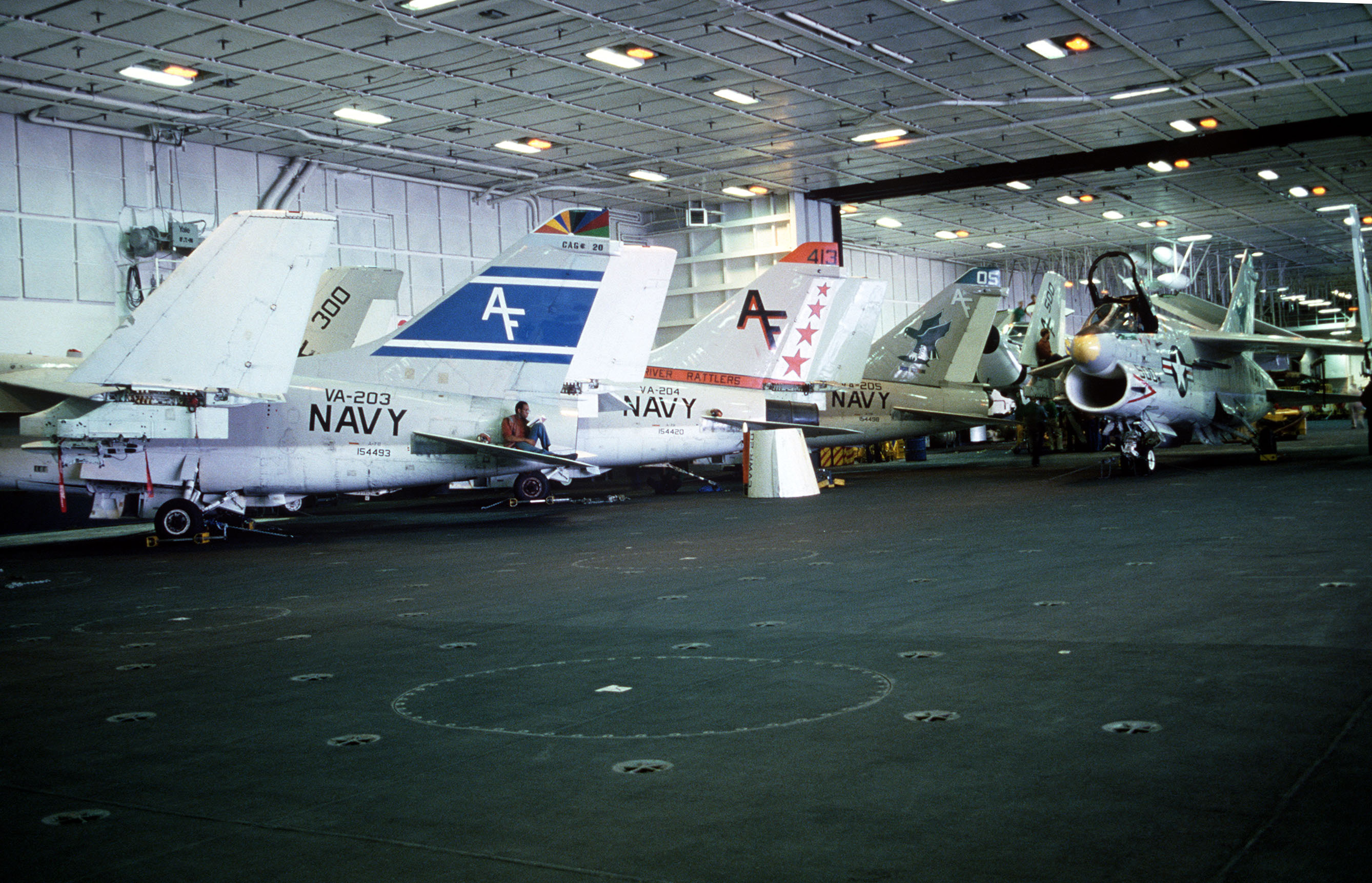
A-7B der Marine-Reserve im Hangar der Carl Vinson
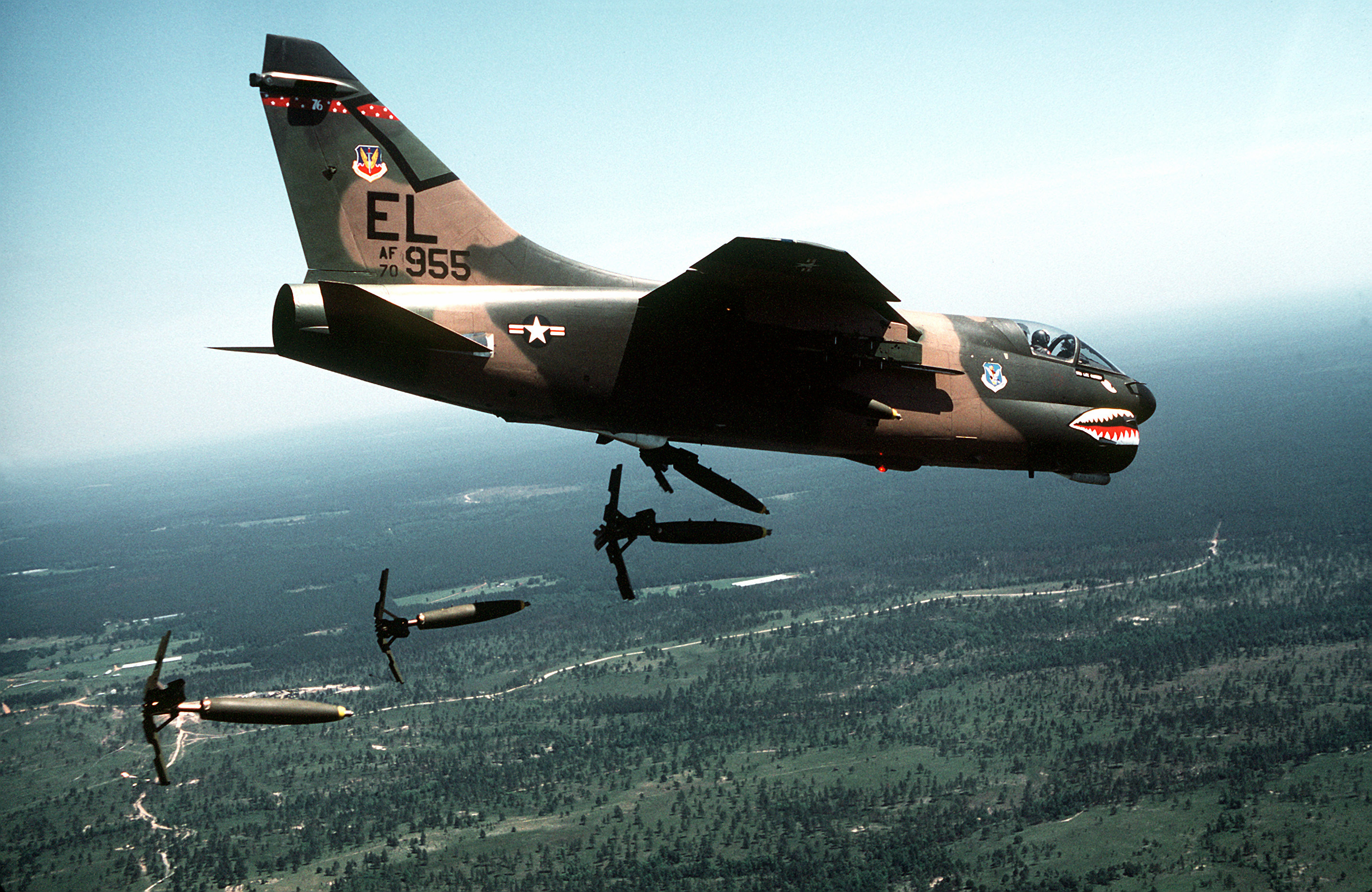
A-7D der U.S. Air Force
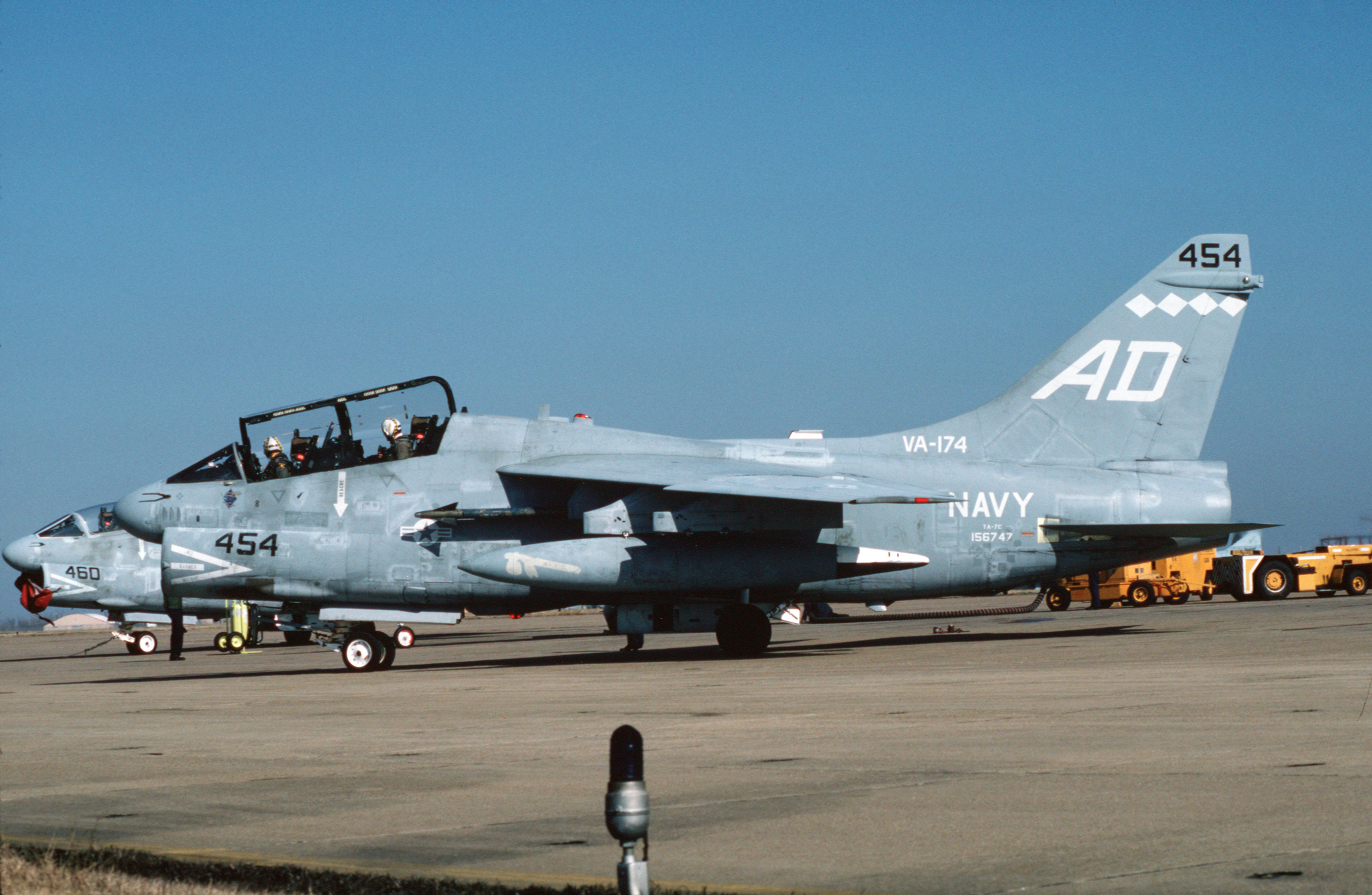
Zweisitzige TA-7C der Trainingsstaffel VA-174

## Versionen

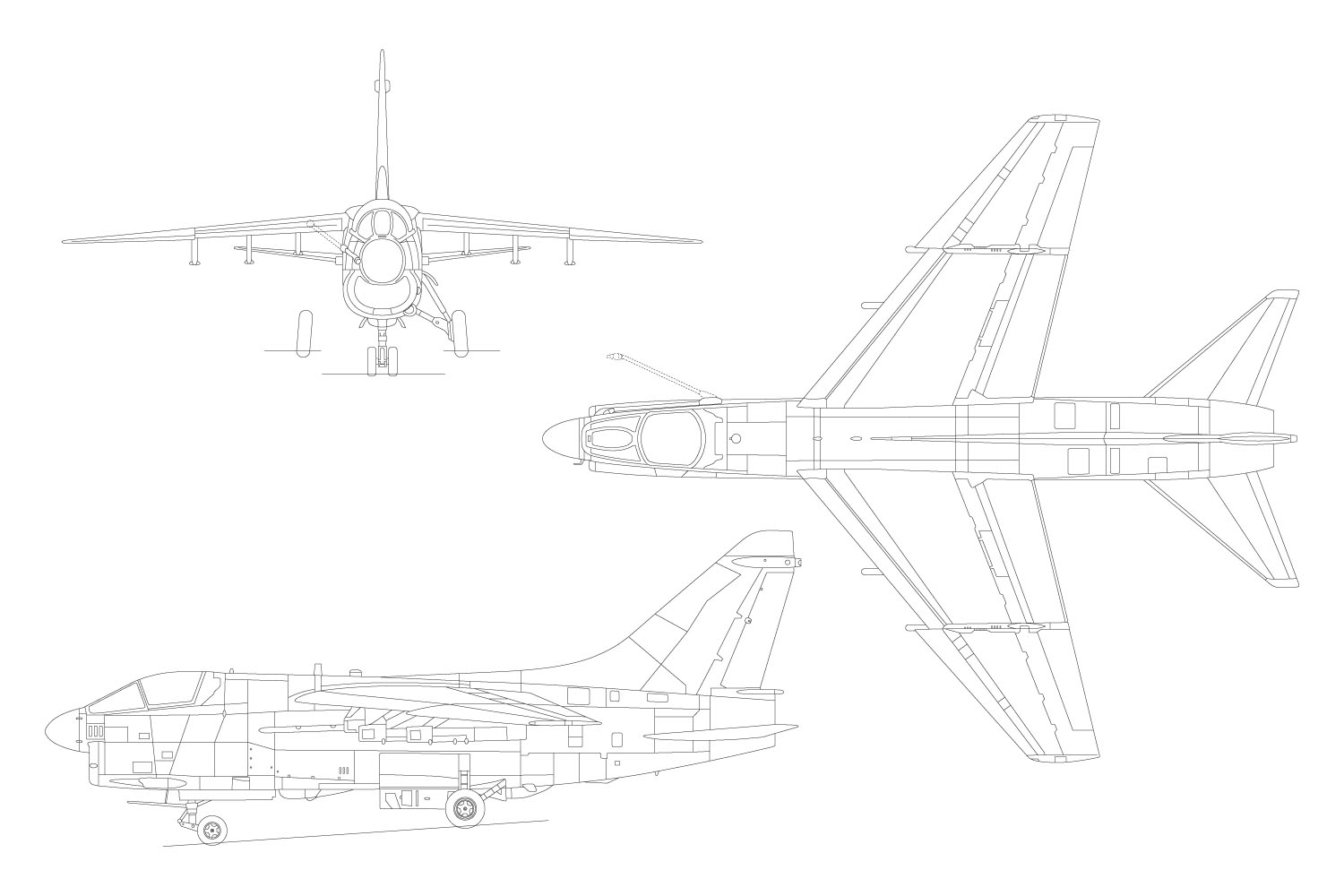
Dreiseitenriss der A-7E

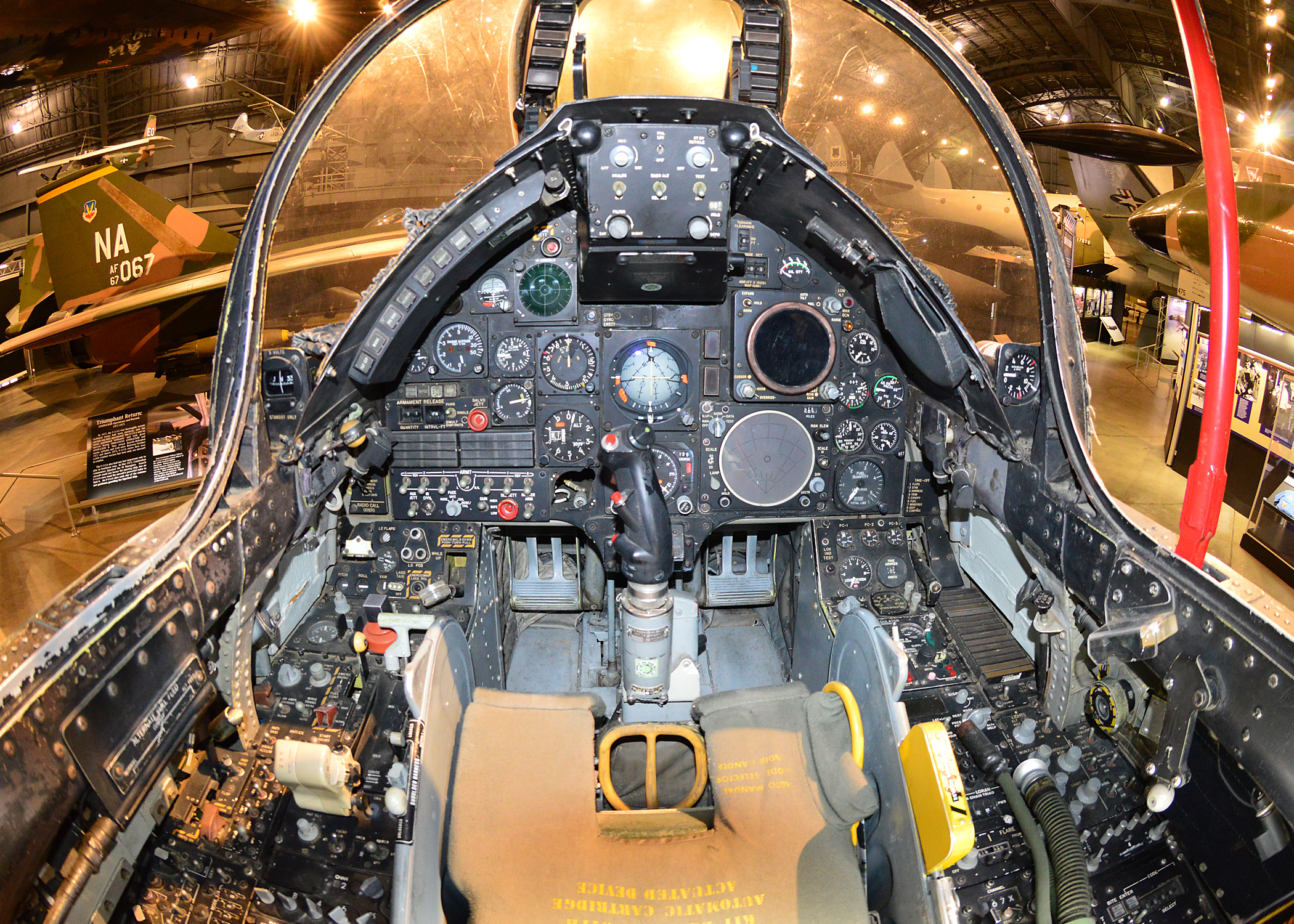
Cockpit A-7D

A-7A199 für die U.S. Navy gebaut; TF30-P-6-Triebwerk, zwei 20-mm-Kanonen Colt Mk 12 mit je 250 Schuss. 6804 kg Waffenzuladung.
A-7B196 für die U.S. Navy gebaut; A-7A mit TF30-P-8-Triebwerk mit 54,2 kN Schub. Ab 1971 wurden die meisten A-7B mit dem TF30-P-408 mit 59,6 kN Schub ausgerüstet.
A-7C67 für die U.S. Navy gebaut; A-7A mit TF30-P-8-Triebwerk und Gatling-Kanone M61.
TA-7CUmbau von 24 A-7B und 36 A-7C zu doppelsitzigen Trainern. Sie wurden 1984 auf den Standard der A-7E aufgerüstet.
YA-7DPrototypen einer Version der U.S. Air Force mit Allison TF41-A-1-Triebwerk (Rolls-Royce Spey) mit 64,5 kN Schub. Verbesserte Avionik-Ausrüstung, 20-mm-Gatling-Kanone M61 Vulcan und USAF-Luftbetankungseinrichtung. 5 wurden gebaut.
A-7DSerienversion der YA-7D, 454 wurden gebaut.
A-7EA-7C mit Allison TF41-A-1-Triebwerk, 529 wurden für die U.S. Navy gebaut.
YA-7F2 umgebaute A-7D als Prototypen der Super Corsair II; Pratt & Whitney F100-PW-220-Triebwerk mit 116 kN Schub (dafür musste der Rumpf um 1,22 m verlängert und die Heckflosse um 25 cm erhöht werden). Erstflug am 29. November 1989, erreichte beim zweiten Flug Überschallgeschwindigkeit. Der zweite Prototyp flog am 3. April 1990. Das Flugzeug war vorgesehen als schnellere Ergänzung zur Fairchild-Republic A-10, wurde aber zugunsten der Beschaffung weiterer General Dynamics F-16 gestrichen.
A-7G1972 geplante Version für die Schweizer Luftwaffe, wurde nicht gebaut.
A-7H60 ab 1975 gebaut; A-7E ohne Luftbetankungseinrichtung für Griechenland.
TA-7HZweisitzige Trainerversion der A-7H. 5 für Griechenland.
A-7Kdoppelsitzige A-7D, 30 für die U.S. Air Force gebaut.
EA-7L8 1984 mit ECM-Geräten versehene TA-7C zur Feinddarstellung.
A-7P44 mit TF30-P-408-Triebwerk ausgerüstet A-7A für Portugal (sowie 23 zur Lieferung von Ersatzteilen), 1981 bis 1983 geliefert.
TA-7P6 TA-7C für Portugal, 1985 geliefert.
A-7T14 1995 an die thailändische Marine gelieferte A-7E (plus 2 als Ersatzteilträger).
TA-7T4 TA-7C für Thailand.

## Nutzung
Im Jahr 1966 wurden die ersten Exemplare der A-7A bei den Ausbildungsstaffeln VA-174 und VA-122 der U.S. Navy in Dienst gestellt, am 1. Februar 1967 war die erste Staffel kampfbereit. Im Dezember 1967 begannen die Kampfeinsätze der Corsair II im Vietnamkrieg bei der Staffel VA-147, Trägergeschwader 2 (CVW-2), Ranger. Im Herbst 1968 setzten die Staffeln VA-146 und VA-215 zuerst die A-7B ein, die Ausmusterung erfolgte 1977. Nur die Staffeln VA-82 und VA-86 flogen die A-7C ab 1968. Im Mai 1970 ging die letzte Version der U.S. Navy, A-7E erstmals bei den Staffeln VA-146 und VA-147 an Bord der America in Dienst. Nach dem Ende des Vietnamkrieges 1973 wurden die A-7 der U.S. Navy 1983 bei der Invasion von Grenada, 1983/84 über dem Libanon und 1986 bei den Angriffen auf Libyen (Operation El Dorado Canyon) eingesetzt. Der letzte Einsatz erfolgte 1990/91 während der Operation Desert Storm mit den Staffeln VA-46 und VA-72, CVW-3 von Bord der John F. Kennedy. Diese Staffeln wurden als letzte aktive A-7-Staffeln der U.S. Navy am 30. Mai 1991 außer Dienst gestellt. Als Reserve-Staffel hatte VA-204 ihre Corsairs bereits einen Monat vorher abgegeben. Die letzten EA-7L wurden im November 1994 ausgemustert.
Im Verlauf des Vietnamkriegs kam es zu 98 Totalverlusten von Vought A-7 bei der US Navy und 6 bei der USAF.
Während der Entwicklung des Navy-Typs befand die US Air Force diesen Flugzeugtyp als geeignet für ihre Forderungen nach einem Nahunterstützungsflugzeug. Die USAF orderte daher die A-7D mit überarbeiteter Technik und Bewaffnung. Der erste Prototyp flog am 6. April 1968 und im November 1970 wurde die A-7D bei der 354. TFW auf der Myrtle Beach AFB der Air Force in Dienst gestellt. Das 355. TFW und das 23. TFW folgten 1971 und 1972. Während der Einsatzzeit flogen drei Geschwader der USAF und 14 Staffeln der U.S. Air National Guard die A-7D. A-7D des 354th Tactical Fighter Wing wurden 1972/73 im Vietnamkrieg eingesetzt. Weiterhin wurden A-7D der 114. und 180. Tactical Fighter Group der Ohio Air National Guard bei der US-Invasion in Panama 1989 eingesetzt. Die USAF musterte die letzten A-7D 1992 aus.
In den späten 1970er- und den frühen 1980er-Jahren wurde die A-7D bei der USAF aus dem Truppendienst abgezogen und an die Air National Guard sowie an Griechenland, Portugal und Thailand weitergegeben.
Von den Besatzungen erhielt die Maschine den Spitznamen „SLUFF“, was in Anlehnung an BUFF („Big Ugly Fat Fellow“ oder auch „Big Ugly Fat Fucker“), den Spitznamen der Boeing B-52, für „Short Little Ugly Fat Fellow“ (kurzer, kleiner, hässlicher, fetter Typ) steht.
Am 11. Januar 1981 wurden durch ein Kommando der linksgerichteten Unabhängigkeitsbewegung „Los Macheteros“ (PRTP) auf den Luftwaffenstützpunkt Muñiz Air Base nahe San Juan, Puerto Rico, zehn A-7 der Puerto Rico Air National Guard zerstört.
Am 17. Oktober 2014 wurde die letzte A-7 Corsair II, welche bis dahin noch bei den Griechischen Luftstreitkräften im Einsatz war, außer Dienst gestellt.

### Nutzer, USA
- United States Air Force, A-7D, in Dienst bis 1989.
- United States Navy, A-7A/B/C/E/TA-7C, in Dienst bis 1991.
- Air National Guard, A-7D/K, in Dienst bis 1993.

### Nutzer, andere Staaten

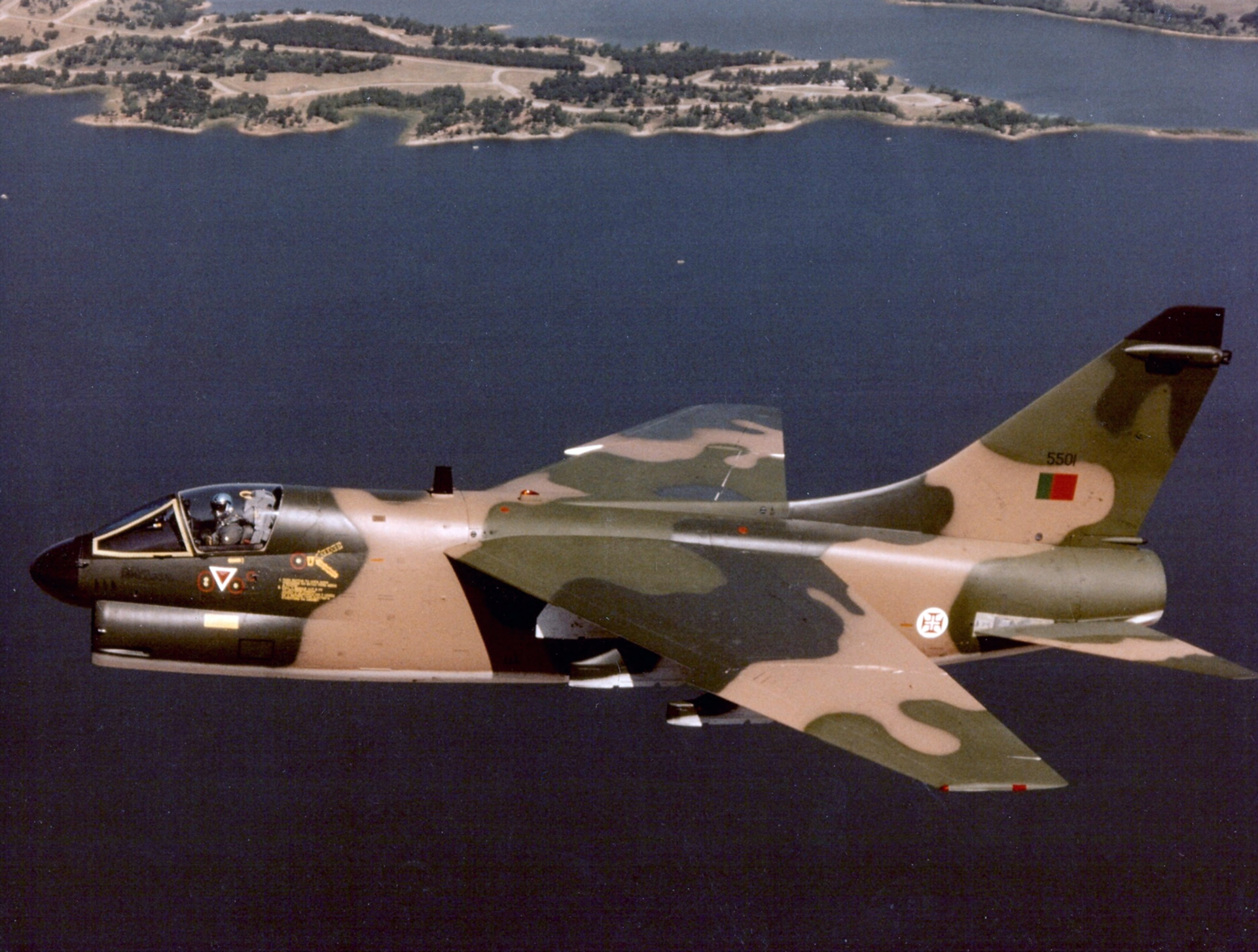
Eine portugiesische A-7P, 1984

Griechenland
Luftstreitkräfte, 60 A-7H (24 Verluste) / 5 TA-7H, 43 A-7E / 19 TA-7C im Dienst bis Oktober 2014.
 Portugal
Força Aérea Portuguesa, 44 A-7P (15 Verluste) / 6 TA-7P (1 Verlust), im Dienst bis Juli 1999.
 Thailand
Royal Thai Air Force, offiziell bis 2012 im Dienst, aber nicht mehr einsatzklar.
 Vereinigte Staaten

## Technische Daten
| Kenngröße             | Daten der A-7A                                            | Daten der A-7D                                            | Daten der A-7E                                            | Daten der A-7K                          |
| --------------------- | --------------------------------------------------------- | --------------------------------------------------------- | --------------------------------------------------------- | --------------------------------------- |
| Besatzung             | 1                                                         | 1                                                         | 1                                                         | 2                                       |
| Länge                 | 14,06 m                                                   | 14,06 m                                                   | 14,06 m                                                   | 14,92 m                                 |
| Spannweite            | 11,81 m                                                   | 11,81 m                                                   | 11,81 m                                                   | 11,81 m                                 |
| Höhe                  | 4,90 m                                                    | 4,90 m                                                    | 4,90 m                                                    | 4,93 m                                  |
| Flügelfläche          | 34,84 m²                                                  | 34,84 m²                                                  | 34,84 m²                                                  | 34,84 m²                                |
| Flügelstreckung       | 4,0                                                       | 4,0                                                       | 4,0                                                       | 4,0                                     |
| Leermasse             | 6.739 kg                                                  | 7.968 kg                                                  | 8.669 kg                                                  | 9.662 kg                                |
| max. Startmasse       | 15.649 kg                                                 | 19.051 kg                                                 | 19.051 kg                                                 | 19.051 kg                               |

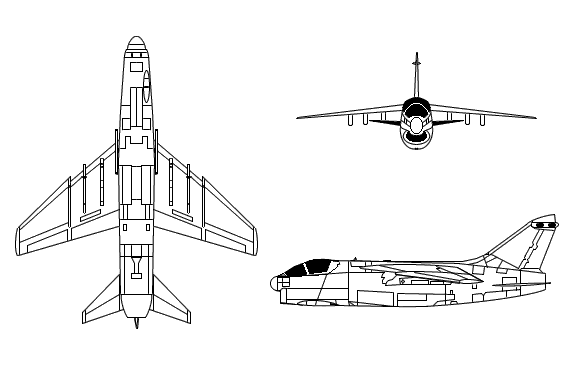
Vought A-7 Corsair II

| Kraftstoffkapazität   | - intern: 5678 l - extern: 4 Treibstofftanks zu je 1135 l | - intern: 5678 l - extern: 4 Treibstofftanks zu je 1135 l | - intern: 5678 l - extern: 4 Treibstofftanks zu je 1135 l |                                         |
| Höchstgeschwindigkeit | 1094 km/h (auf Meereshöhe)                                | 1052 km/h (auf Meereshöhe)                                | 1110 km/h (auf Meereshöhe)                                | 1123 km/h                               |
| Marschgeschwindigkeit | 933 km/h (auf Meereshöhe)                                 | 816 km/h (auf Meereshöhe)                                 | 933 km/h (auf Meereshöhe)                                 |                                         |
| Steigrate             | 25,4 m/s                                                  | 40,2 m/s                                                  | 55,37 m/s                                                 |                                         |
| Dienstgipfelhöhe      | 13.381 m                                                  | 11.826 m                                                  | 11.826 m                                                  | 14.300 m                                |
| Einsatzradius         | unbekannt                                                 | 1127 km                                                   | 1127 km                                                   |                                         |
| Reichweite            | 6598 km                                                   | ca. 5000 km                                               | 4828 km                                                   | 4600 km                                 |
| Startstrecke          | 1265 m                                                    | 1189 m                                                    | 1219 m                                                    |                                         |
| Triebwerk             | 1 × Pratt & Whitney TF30-P-6 (ohne Nachbrenner)           | 1 × Allison TF41-A-1 (ohne Nachbrenner)                   | 1 × Allison TF41-A-2 (ohne Nachbrenner)                   | 1 × Allison TF41-A-1 (ohne Nachbrenner) |
| Schubkraft            | 50,50 kN                                                  | 63,41 kN                                                  | 66,75 kN                                                  | 63,41 kN                                |
| Rettungssystem        | Douglas ESCAPAC IC-2 (Schleudersitz)                      | Douglas ESCAPAC IC-2 (Schleudersitz)                      | Stencel SJU-8/A                                           | Douglas ESCAPAC IC-2                    |

## Bewaffnung
Interne Rohrwaffen
- 1 × 20-mm-Gatlingkanone M61A1 Vulcan mit 1030 Schuss Munition (A-7C bis A-7T)
- 2 × 20-mm-Maschinenkanonen Colt-Browning Mk.12 mit je 250 Schuss (nur A-7A/B)

Kampfmittel bis zu 6800 kg an acht Außenlaststationen
Luft-Luft-Lenkflugkörper
- 2 × LAU-7/A-Startschienen für je 1 × Ford AIM-9B/E/J/L/M „Sidewinder“ – infrarotgesteuert, selbstzielsuchend für Kurzstrecken

Luft-Boden-Lenkwaffen
- 2 × LAU-117/A-Startschiene für je 1 × Raytheon AGM-65A/B/D/F/G „Maverick“ – Lenkflugkörper gegen Schiffe oder Panzer
- 2 × LAU-88/A-Dreifachstartschienengestelle für je 3 × Raytheon AGM-65A/B/D/F/G „Maverick“ – Lenkflugkörper gegen Schiffe oder Panzer
- 2 × LAU-118-Startschienen für je 1 × Texas Instruments AGM-45A/B „Shrike“ – selbstzielsuchender Radarbekämpfungsflugkörper
- 2 × LAU-118-Startschienen für je 1 × Texas Instruments AGM-88A/B „HARM“ – selbstzielsuchender Radarbekämpfungsflugkörper

Ungelenkte Luft-Boden-Raketen
- 4 × LAU-10D/A-Raketen-Rohrstartbehälter für je 4 × ungelenkte Zuni-Luft-Boden-Raketen, Kaliber 127 mm / 5 inch
- 4 × SUU-25C/A-Leuchtraketen-Rohrstartbehälter für je 8 × ungelenkte LUU-2-Beleuchtungsfackel-Raketen (11 kg)

Gelenkte Bomben
- 4 × Rockwell GBU-8 „HOBO“ (TV-gelenkte Gleitbombe mit Mk.84-Sprengkörper)
- 4 × Martin Marietta AGM-62 „Walleye II“ (TV-gelenkte Gleitbombe mit Mk.84-Sprengkörper)
- 4 × BRU-42 TER (Triple Ejection Rack) mit je 1–2 × GBU-12/B „Paveway I“ (lasergelenkte Gleitbombe 227 kg / 500 lb)
- 4 × GBU-10/B „Paveway I“ (lasergelenkte Gleitbombe 907 kg / 2055 lb)

Ungelenkte Bomben (an bis zu sechs Bombenträgergestellen BRU-41 MER oder BRU-42 TER)
- 24 × Mark 82 LDGP (241-kg-/500-lb-Freifallbombe)
- 20 × Mark 82 „Snake Eye“ (227 kg / 500 lb, mit vier Luftbremsklappen)
- 24 × Mark 20 „Rockeye II“ (222-kg-/490-lb-Anti-Panzer-Streubombe mit 247 Mk.118-Bomblets)
- 12 × M117 (372-kg-/820-lb-Freifallbombe)
- 20 × Mk.36 „Destructor“ (250-kg-/560-lb-Seemine auf Basis der Mk.82 Snakeye)
- 6 × Mark 83 LDGP (454-kg-/1000-lb-Freifallbombe)
- 6 × Mark 84 LDGP (907-kg-/2000-lb-Freifallbombe)
- 10 × BLU-27A (340-kg-/750-lb-Napalm-Brandbombe)
- 6 × BLU-52 (170-kg-/375-lb-Brandbombe)
- 2 × B28 (nukleare Freifallbombe mit 1,45-MT-Sprengsatz)
- 2 × B43 (nukleare Freifallbombe mit 1-MT-Sprengsatz)
- 2 × B57 (nukleare Freifallbombe mit 20-kT-Sprengsatz)
- 10 × CBU-30/38 (385-lb-SUU-13-Behälter mit 40 CDU-12-Tränengas-Bomblets)

Externe Behälter
- 2 × Kanonenbehälter SUU-23/A (20-mm-Gatlingkanone GAU-4/M61 mit 1200 Schuss Munition)
- 4 × abwerfbare Zusatztanks für 1135 Liter (370 US-Gallonen) Kerosin
- 2 × AN/ALQ-71(V)-2-EKF-Störbehälter
- 2 × AN/ALQ-87-EKF-Störbehälter
- 2 × AN/ALQ-101(V)-1-EKF-Störbehälter
- 2 × AN/ALQ-119(V)-16-EKF-Störbehälter
- 2 × N/ALQ-131(V)-EKF-Störbehälter
- 1 × AN/AWW-9B-Datenübertragungsbehälter für AGM-62

### Interne Störsysteme
- 1 × AN/ALQ-126 o. AN/ALQ-165 ASPJ (nur A-7E)
- 1 × AN/ALQ-187 (nur griech. A-7E)

### Täuschkörperwerfer
- 2 × AN/ALE-39 (nur A-7E)
- 2 × AN/ALE-40 (nur A-7D)
- 2 × AN/ALE-47 (nur A-7E)